# Katzenberg (Steigerwald)
Der Katzenberg mit einer Höhe von 475 m ü. NHN zählt zu den höchsten Bergen im Steigerwald. Er erstreckt sich über die Gemeinden Geiselwind, Ebrach und Oberschwarzach in den unterfränkischen Landkreisen Kitzingen und Schweinfurt sowie den oberfränkischen Landkreis Bamberg in Bayern.

## Geographische Lage
Der Katzenberg liegt an der Westflanke des Mittelgebirges Steigerwalds, das größtenteils mit dem Naturpark Steigerwald übereinstimmt. Er erstreckt sich entlang einer Linie mit mehreren höheren Erhebungen und ragt weit in die vorgelagerte, flachere Landschaft, die etwa 150 Höhenmeter tiefer liegt. Ähnlich wie der Stollberg und der Schwanberg wirkt der Berg besonders markant, insbesondere von seiner Westseite aus betrachtet. Die Westhänge des Berges sind besonders stark bewaldet. Teile des Berges werden vom sogenannten Gotteswald eingenommen. Die Reiche Ebrach, der längste Fluss des Steigerwalds, entspringt am südwestlichen Teil des Berges. Am Katzenberg befindet sich auch das Bergbrünnlein, das als Quelle für den Eichenhügelgraben dient, welcher wiederum ein Zufluss des Marbachs ist. Östlich des Berges entspringt die Mittlere Ebrach, ein weiterer Zufluss der Rauhen Ebrach. Ebenfalls östlich liegt der ähnlich hohe Wildenberg (455 m ü. NHN). Südöstlich des Katzenberges befinden sich der Kreuzberg (455 m ü. NHN) sowie der Hofer Berg (466 m ü. NHN). Westlich schließt auf nahezu einer Linie der etwas höhere Rehhügel (478 m ü. NHN) an. Südwestlich liegt der Sandberg (472 m ü. NHN). Erreichbar ist der Berg über die Straßen SW 50 und KT 47. Der Katzenbergpass, dessen Namensgeber der Berg ist, gehört zu den höchstgelegenen im Steigerwald. Am Fuße des Berges liegen die Orte Kleingressingen, Hof, Ebersbrunn, Altenschönbach sowie Schönaich.

## Naturschutz
Der Berg liegt innerhalb des Naturparks Steigerwald. Im Gebiet Altengrund befindet sich am östlichen Rücken des Berges der Naturwald Altengrund mit der Nummer 4553. Dieser hat eine Größe von 1,06 Hektar und ist Teil eines etwa 23 Hektar großen Staatswaldkomplexes. Der Naturwald genießt denselben Schutzstatus wie ein Naturwaldreservat. Am Fuße des Berges finden sich vereinzelt kleinere Biotope.